# Zahořany (district de Prague-Ouest)
Pour les articles homonymes, voir Zahořany.
Zahořany (en allemand : Sahorschan) est une commune du district de Prague-Ouest, dans la région de Bohême-Centrale, en République tchèque. Sa population s'élevait à 304 habitants en 2020.

## Géographie
Zahořany se trouve à 3 km au sud-est de Mníšek pod Brdy, à 11,5 km au nord-est de Dobříš et à 28 km au sud-sud-ouest de Prague.
La commune est limitée par Mníšek pod Brdy au nord, par Čisovice au nord et à l'est, par Bojanovice au sud et par Nová Ves pod Pleší à l'ouest.

## Histoire
La première mention écrite de la localité date de 1348.

## Transports
Par la route, Zahořany se trouve à 4 km de Mníšek pod Brdy, à 16 km de Dobříš et à 34 km du centre de Prague.